# Gran Premio motociclistico di Finlandia 1977
Il Gran Premio motociclistico di Finlandia fu l'undicesimo appuntamento del motomondiale 1977.
Si svolse il 31 luglio 1977 a Imatra, e corsero le classi 125, 250, 350 e 500.
Facile vittoria per Johnny Cecotto in 500. Barry Sheene, sesto al traguardo, si riconfermò iridato della categoria grazie al dodicesimo posto (dovuto a problemi meccanici) del suo diretto rivale Steve Baker.
In 350 Takazumi Katayama vinse gara e titolo mondiale, il primo per un centauro nipponico.
Walter Villa vinse in 250 davanti a Mick Grant e Kork Ballington; settimo Mario Lega.
Settima vittoria stagionale per Pier Paolo Bianchi in 125.

## Classe 500
30 piloti alla partenza, 18 al traguardo.

### Arrivati al traguardo
| Pos. | Pilota              | Moto   | Tempo     | Punti |
| ---- | ------------------- | ------ | --------- | ----- |
| 1    | Johnny Cecotto      | Yamaha | 46' 50" 0 | 15    |
| 2    | Marco Lucchinelli   | Suzuki | +43" 0    | 12    |
| 3    | Gianfranco Bonera   | Suzuki | +51" 6    | 10    |
| 4    | Michel Rougerie     | Suzuki | +1' 04" 7 | 8     |
| 5    | Steve Parrish       | Suzuki | +1' 17" 2 | 6     |
| 6    | Barry Sheene        | Suzuki | +1' 18" 7 | 5     |
| 7    | Teuvo Länsivuori    | Suzuki | +1' 56" 5 | 4     |
| 8    | Armando Toracca     | Suzuki | +1 giro   | 3     |
| 9    | Jean-Philippe Orban | Suzuki | +1 giro   | 2     |
| 10   | Karl Auer           | Yamaha | +1 giro   | 1     |
| 11   | Børge Nielsen       | Suzuki | +1 giro   |       |
| 12   | Steve Baker         | Yamaha | +1 giro   |       |
| 13   | Alex George         | Suzuki | +1 giro   |       |
| 14   | Bosse Granath       | Suzuki | +1 giro   |       |
| 15   | Markku Matikainen   | Suzuki | +2 giri   |       |
| 16   | Ron Kirkham         | Yamaha | +2 giri   |       |
| 17   | Jean-Marc Toffolo   | Yamaha | +2 giri   |       |
| 18   | Ossi Nikkinen       | Yamaha | +3 giri   |       |

### Ritirati
| Pilota             | Moto   | Motivo ritiro |
| ------------------ | ------ | ------------- |
| Pat Hennen         | Suzuki |               |
| Giacomo Agostini   | Yamaha |               |
| Virginio Ferrari   | Suzuki |               |
| Wil Hartog         | Suzuki |               |
| John Williams      | Suzuki |               |
| Stu Avant          | Suzuki |               |
| Gianni Rolando     | Suzuki |               |
| Christian Estrosi  | Suzuki |               |
| Jack Findlay       | Suzuki |               |
| Kimmo Kopra        | Suzuki |               |
| Pentti Lehtelä     | Yamaha |               |
| Jean-Claude Hogrel | Suzuki |               |

### Non partiti
| Pilota         | Moto   |
| -------------- | ------ |
| Kenny Roberts  | Yamaha |
| Bernard Regoni | Suzuki |
| Teuvo Laakso   | Suzuki |

### Non qualificati
| Pilota         | Moto   |
| -------------- | ------ |
| Odd Arne Lände | Suzuki |
| Bent Slydal    | Suzuki |
| Anton Mang     | Suzuki |
| Graziano Rossi | Suzuki |
| Bernard Fau    | Suzuki |
| Helmut Kassner | Suzuki |

## Classe 350
33 piloti alla partenza, 15 al traguardo.

### Arrivati al traguardo
| Pos | Pilota             | Moto          | Tempo     | Punti |
| --- | ------------------ | ------------- | --------- | ----- |
| 1   | Takazumi Katayama  | Yamaha        | 48' 14" 9 | 15    |
| 2   | Christian Sarron   | Yamaha        | +3" 3     | 12    |
| 3   | Jon Ekerold        | Yamaha        | +5" 3     | 10    |
| 4   | Tom Herron         | Yamaha        | +16" 0    | 8     |
| 5   | Patrick Pons       | Yamaha        | +42" 3    | 6     |
| 6   | Olivier Chevallier | Yamaha        | +1' 21" 6 | 5     |
| 7   | Seppo Rossi        | Yamaha        | +1' 32" 1 | 4     |
| 8   | Walter Villa       | Bakker-HD     | +1' 35" 3 | 3     |
| 9   | Eero Hyvärinen     | Yamaha        | +1' 35" 5 | 2     |
| 10  | Karl Auer          | Yamaha        | +1' 41" 9 | 1     |
| 11  | Michel Frutschi    | Yamaha        | +1' 49" 5 |       |
| 12  | Chas Mortimer      | Maxton-Yamaha | +2' 07" 1 |       |
| 13  | Kork Ballington    | Yamaha        | +3' 44" 6 |       |
| 14  | Alex George        | Yamaha        | +1 giro   |       |
| 15  | Reino Eskelinen    | Yamaha        | +1 giro   |       |

### Ritirati
| Pilota              | Moto              | Motivo ritiro |
| ------------------- | ----------------- | ------------- |
| Johnny Cecotto      | Bakker-Yamaha     |               |
| Patrick Fernandez   | Yamaha            |               |
| Giacomo Agostini    | Yamaha            |               |
| Mario Lega          | Bakker-Morbidelli |               |
| Alan North          | Yamaha            |               |
| Pentti Korhonen     | Yamaha            |               |
| Jean-François Baldé | Yamaha            |               |
| Etienne Geeraerdt   | Yamaha            |               |
| John Dodds          | Yamaha            |               |
| Michel Rougerie     | Yamaha            |               |
| Pekka Nurmi         | Yamaha            |               |
| Franco Uncini       | Harley-Davidson   |               |
| Franz Meier         | Yamaha            |               |
| Philippe Bouzanne   | Yamaha            |               |
| Vic Soussan         | Yamaha            |               |
| Bosse Granath       | Yamaha            |               |
| Víctor Palomo       | Yamaha            |               |
| Alain Terras        | Yamaha            |               |

### Non qualificati
| Pilota        | Moto       |
| ------------- | ---------- |
| Peter Sköld   | Yamaha     |
| Børge Nielsen | Yamaha     |
| José Cecotto  | Yamaha     |
| Paolo Pileri  | Morbidelli |

## Classe 250
33 piloti alla partenza, 19 al traguardo.

### Arrivati al traguardo
| Pos | Pilota             | Moto          | Tempo     | Punti |
| --- | ------------------ | ------------- | --------- | ----- |
| 1   | Walter Villa       | Bimota-HD     | 46' 15" 3 | 15    |
| 2   | Mick Grant         | Kawasaki      | +0" 3     | 12    |
| 3   | Kork Ballington    | Yamaha        | +24" 3    | 10    |
| 4   | Franco Uncini      | Bakker-HD     | +26" 5    | 8     |
| 5   | Tom Herron         | Yamaha        | +28" 2    | 6     |
| 6   | Patrick Fernandez  | Yamaha        | +34" 7    | 5     |
| 7   | Mario Lega         | Morbidelli    | +37" 9    | 4     |
| 8   | Barry Ditchburn    | Kawasaki      | +38" 4    | 3     |
| 9   | Paolo Pileri       | Morbidelli    | +38" 6    | 2     |
| 10  | Olivier Chevallier | Yamaha        | +38" 9    | 1     |
| 11  | Hans Müller        | Yamaha        | +54" 8    |       |
| 12  | Jon Ekerold        | Yamaha        | +1' 11" 2 |       |
| 13  | Aldo Nannini       | Yamaha        | +1' 14" 3 |       |
| 14  | Vic Soussan        | Yamaha        | +1' 25" 2 |       |
| 15  | Chas Mortimer      | Maxton-Yamaha | +1' 33" 5 |       |
| 16  | Eero Hyvärinen     | Yamaha        | +1' 52" 2 |       |
| 17  | Seppo Rossi        | Yamaha        | +2' 00" 8 |       |
| 18  | John Dodds         | Yamaha        | +2:09.3   |       |
| 19  | Ken Nemoto         | Yamaha        | +1 giro   |       |

### Ritirati
| Pilota              | Moto   | Motivo ritiro |
| ------------------- | ------ | ------------- |
| Alan North          | Yamaha |               |
| Takazumi Katayama   | Yamaha |               |
| Pekka Nurmi         | Yamaha |               |
| Pentti Korhonen     | Yamaha |               |
| Jean-François Baldé | Yamaha |               |
| Harald Bartol       | Bartol |               |
| Christian Sarron    | Yamaha |               |
| Víctor Palomo       | Yamaha |               |
| Michel Frutschi     | Yamaha |               |
| Thierry Noblesse    | Yamaha |               |
| Seppo Kokkonen      | Yamaha |               |
| Eddie Roberts       | Yamaha |               |
| Patrick Pons        | Yamaha |               |
| Philippe Bouzanne   | Yamaha |               |

### Non qualificati
| Pilota          | Moto   |
| --------------- | ------ |
| Seppo Ojala     | Yamaha |
| Patrick Plisson | Yamaha |
| Timo Haarala    | Yamaha |
| Hans Hallberg   | Yamaha |

## Classe 125
33 piloti alla partenza, 18 al traguardo.

### Arrivati al traguardo
| Pos | Pilota                 | Moto       | Tempo     | Punti |
| --- | ---------------------- | ---------- | --------- | ----- |
| 1   | Pier Paolo Bianchi     | Morbidelli | 46' 09" 6 | 15    |
| 2   | Eugenio Lazzarini      | Morbidelli | +9" 6     | 12    |
| 3   | Jean-Louis Guignabodet | Morbidelli | +1' 16" 4 | 10    |
| 4   | Hans Müller            | Morbidelli | +1' 32" 7 | 8     |
| 5   | Stefan Dörflinger      | Morbidelli | +1' 45" 8 | 6     |
| 6   | Per-Edvard Carlsson    | Morbidelli | +2' 20" 0 | 5     |
| 7   | Thierry Espié          | Motobécane | +2' 23" 2 | 4     |
| 8   | Benga Johansson        | Morbidelli | +2' 23" 4 | 3     |
| 9   | Patrick Plisson        | Morbidelli | +2' 34" 8 | 2     |
| 10  | Enrico Cereda          | Morbidelli | +1 giro   | 1     |
| 11  | Matti Kinnunen         | Morbidelli | +1 giro   |       |
| 12  | Hans-Jürgen Hummel     | Morbidelli | +1 giro   |       |
| 13  | Cees van Dongen        | Morbidelli | +1 giro   |       |
| 14  | Bernd Schneider        | Bender     | +1 giro   |       |
| 15  | Jacky Hutteau          | Morbidelli | +1 giro   |       |
| 16  | Luigi Rinaudo          | Morbidelli | +1 giro   |       |
| 17  | Alfred Schmid          | Morbidelli | +1 giro   |       |
| 18  | Willy Pérez            | Yamaha     | +1 giro   |       |

### Ritirati
| Pilota               | Moto       | Motivo ritiro |
| -------------------- | ---------- | ------------- |
| Ricardo Tormo        | Bultaco    |               |
| Ángel Nieto          | Bultaco    |               |
| Harald Bartol        | Morbidelli |               |
| Gert Bender          | Bender     |               |
| Juliaan Vanzeebroeck | Motobécane |               |
| Thierry Noblesse     | Morbidelli |               |
| Anton Mang           | Morbidelli |               |
| Jan Ubels            | Buton      |               |
| Johnny Wickström     | Yamaha     |               |
| Jukka Monto          | Yamaha     |               |
| Hans Hallberg        | Morbidelli |               |
| Juha-Matti Toivanen  | Yamaha     |               |
| Bernhard Otto        | Seel-Maico |               |
| Michel Baloche       | Motobécane |               |
| Auno Hakala          | Morbidelli |               |